# Soziologische Texte
Soziologische Texte ist eine Buchreihe, die Heinz Maus und Friedrich Fürstenberg gemeinsam mit Frank Benseler als später hinzugekommenem dritten Editor von 1959 bis 1977 im Hermann Luchterhand Verlag herausgaben. Ziel war die Veröffentlichung bedeutsamer soziologischer Texte.

## Das Programm
Im zweiseitigen Vorwort (1959), das den ersten Bänden vorangestellt war, haben die Gründer programmatisch ihre eigene Position dargelegt:
„Seit ihrem Beginn sucht die Soziologie zur Erkenntnis sozialer Gegenwartsprobleme beizutragen. Die Erforschung der gesellschaftlichen Tatsachen verlangt aber zugleich eine ständige Überprüfung des verwendeten analytischen Begriffsapparats. Denn die Versuchung, durch vereinfachende Schlagworte, einseitige Verallgemeinerungen und kritiklose Übernahme zeitbedingter Urteile sich selber in ideologisch verfängliche Positionen hineinzuverführen, begleitet von allem Anfang an die Forschungsarbeit der Soziologie […] Gewiss kann keine Untersuchungstechnik, so ausgefeilt sie sein mag, und keine innere Anteilnahme am untersuchten Phänomen, so glaubhaft sei sein mag, der Soziologie die ständige Entscheidung abnehmen, dass ihre Sätze nachprüfbar, durch die wahrnehmbare Struktur der Phänomene begründet sein müssen. Aber die theoretischen Überlegungen der Soziologie sind stets auch über die bloße Feststellung dessen, was ist, hinausgegangen und haben zu einer problembewussten, verantwortlichen Stellungnahme aufgefordert…Die Gesellschaft…ist einem Wandel unterworfen, an dem sie selbst teilhat. Ihre Probleme sind davon mit betroffen: Die alten erscheinen in einem neuen Licht und die noch ungelösten der Gegenwart sind unter Umständen bloß die unbewältigten der Vergangenheit.“

## Bände und Autoren
Bereits in den ersten vier bis 1961 erschienenen Bänden wird die Reichweite des Programms deutlich: Quellentexte zu den Vorläufern und der Frühzeit der Industriesoziologie (Friedrich Fürstenberg), eine von Kurt Lenk besorgte Textedition zur Ideologiekritik und Wissenssoziologie, Max Webers von Johannes Winckelmann aus dem Manuskript
edierte Rechtssoziologie und Émile Durkheims von René König herausgegebene und eingeleitete Regeln der soziologischen Methode.
Bis 1977 erschienen insgesamt 92 Bände mit deutlicher Schwerpunktbildung in folgenden Bereichen: Ausgaben „klassischer“ Texte, Textsammlungen international bedeutender Autoren, Monographien sowie Forschungsberichte. Beispielhaft seien als weitere Beiträger, deren Texte in der ST-Reihe auf Deutsch erstveröffentlicht wurden, genannt: Lewis A. Coser, Norbert Elias, Uta Gerhardt, Georges Gurvitch, Lucien Goldmann, Eric Hobsbawm, Hans Kilian, Vittorio Lanternari, Paul Lazarsfeld, Seymour Martin Lipset, Thomas Luckmann, Niklas Luhmann, Georg Lukács, Herbert Marcuse, C. Wright Mills, Stanisław Ossowski, Alfred Schütz, Alain Touraine. Auch Wolfgang Abendroth, Hans Albert, Arnold Gehlen, Theodor Geiger, Hans Kelsen, Karl Mannheim, George Herbert Mead, William Fielding Ogburn, Talcott Parsons, William I. Thomas und Ernst Topitsch sind mit wichtigen Auswahlbänden vertreten.
Forschungsberichte zur Angestelltenmentalität, zur Soziallage der Chemiearbeiter, zu Montagearbeitern in der DDR, zur Arbeiter-Sexualität, sowie zur Umwelt und Familie alter Menschen und zur Katastrophensoziologie ergänzten die speziellen Soziologien und Themen aus der allgemeinen Soziologie gewidmeten Textbände: Religionssoziologie, Soziologie des Sports, Soziale Systeme, Sozialer Wandel sowie zur politischen Theorie und Soziologie der politischen Parteien. Darüber hinaus wurden länderspezifische Sammlungen für die Niederlande und die DDR vorgelegt.
Für den sozialwissenschaftlichen Grundlagendiskurs erwies sich ein von Theodor W. Adorno herausgegebener Diskussionsband (ST 58) zum Positivismusstreit in der deutschen Soziologie (1969) mit Arbeiten von Adorno, Popper, Dahrendorf, Habermas und Albert als ein orientierendes Nachschlagewerk.

## Verlegerische Entwicklung
Der in den Soziologischen Texten 1969 in deutscher Sprache erstveröffentlichte Buch von Herbert Marcuse „Der eindimensionale Mensch“ wurde wider Erwarten der Herausgeber zum Kultbuch der 68er-Generation, weckte aber beim Verlag wegen des Verkaufserfolgs unangemessene Absatzerwartungen auch bei anderen Titeln. Deren Nichterfüllung führte schließlich zum abnehmenden Verlagsinteresse an der gesamten wissenschaftlichen Reihe.
Einer Neuen Folge (N.F.) unter veränderter Herausgeberschaft war denn auch nur ein kurzes Moratorium beschieden. Einige wichtige Titel überlebten im Programm der Taschenbuch-Reihe suhrkamp texte (st).
Heute [2010] stellt sich das SL-Bücherangebot so dar, dass die Soziologischen Texte entsprechend der editorischen Absicht nachhaltige Chancen boten, das schon in den 1960er Jahren um sich greifende Urteilen aus zweiter und dritter Hand und damit die Beförderung soziologischen Epigonentums, so modisch es sich auch immer geben mag, gibt, zu verringern. Auch heute noch vermitteln die Soziologischen Texte der Sammlung Luchterhand ein Panorama soziologischer Forschungsarbeit auf hoch verschiedenen Gebieten. Insofern waren, sind und bleiben die „Soziologischen Texte“ (ST) ein wichtiges fachwissenschaftliches Zeugnis aus der Zeit des internationalen Aufbruchs der deutschen Soziologie als inzwischen wohletablierter Fachdisziplin.